# Oost-Antarctica

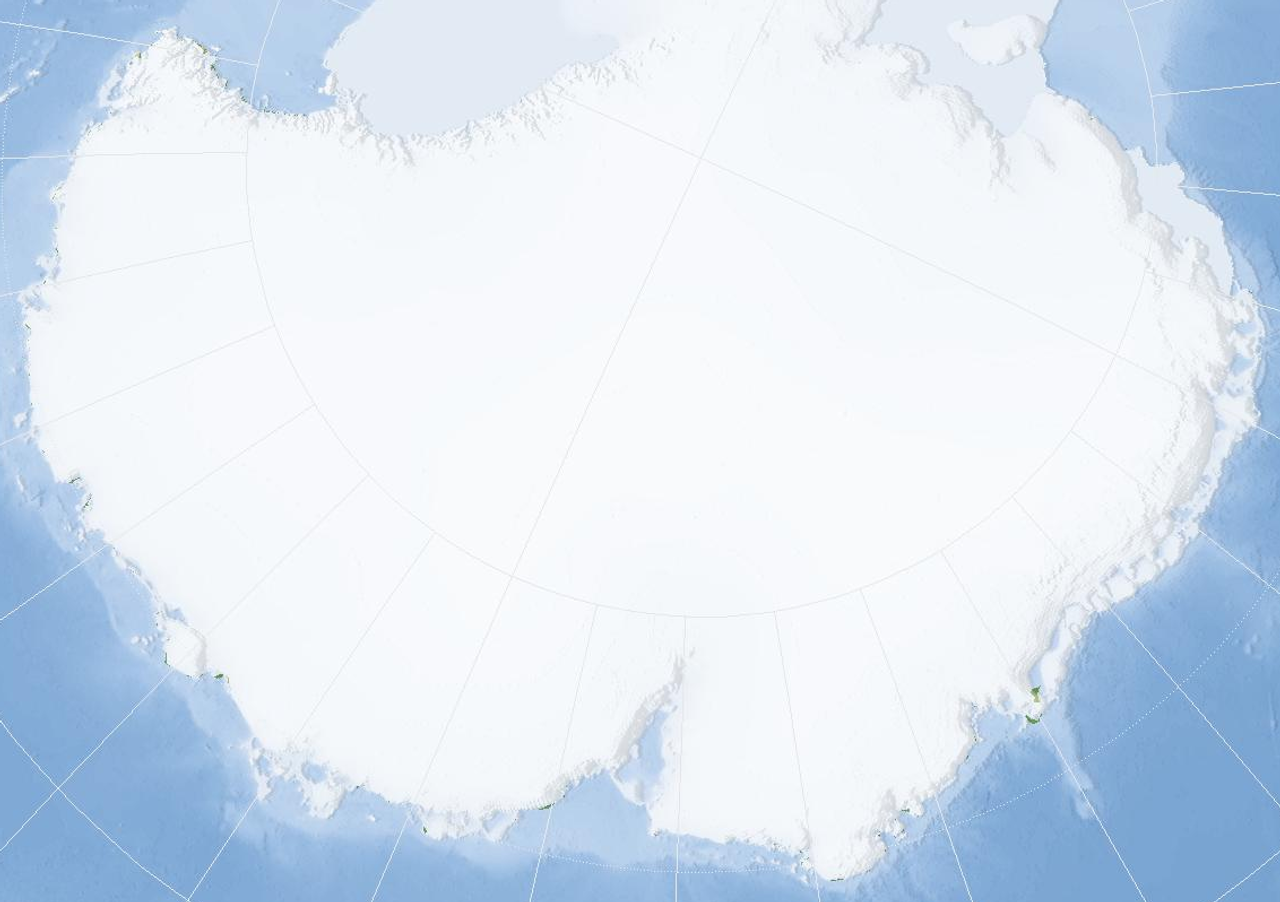
Vrijwel lege kaart van Oost-Antarctica

Oost-Antarctica of Groot-Antarctica is een van de twee hoofdgebieden van het continent Antarctica. Het is gelegen aan de kant van de Atlantische en Indische Oceaan en wordt van het veel kleinere West-Antarctica gescheiden door het Transantarctisch Gebergte.
De naam Oost-Antarctica refereert aan het feit dat het gebied grotendeels op het oostelijk halfrond ligt.

## Geografie
Met uitzondering van enkele kustgebieden, zoals bij het Napiergebergte en enkele kusten ten zuiden van Australië, ligt het gebied in zijn geheel binnen de zuidpoolcirkel.
Oost-Antarctica omvat onder andere:
- Antarctisch Plateau
- Koningin Maudland
- Wilkesland
- Coatsland
- Nieuw-Schwabenland
- Enderbyland
- Prinses Elizabethland
- Adélieland
- Victorialand

### IJskap
Oost-Antarctica is vrijwel geheel bedekt met een grote massieve ijskap; de Oost-Antarctische ijskap genaamd. De grootste aaneengesloten ijskap ter wereld. Deze heeft voor het grootste deel een hoogte van meer dan tweeduizend meter, en in de buurt van de tachtig graden oosterlengte en tachtig graden zuiderbreedte komt de hoogte van de ijskap geleidelijk aan boven de vierduizend meter uit.
Onder de ijskap zijn enkele subglaciale meren ontdekt, waarvan het bekendste het Vostokmeer is.

### Bergen
De hoogste bergtop in Oost-Antarctica is de Kirkpatrick met een hoogte van 4528 meter. Andere vierduizenders zijn de Fridtjof Nansen (4068 m) en de Minto (4163 m). Allemaal zijn ze gelegen in een van de berggebieden van het Transantarctisch Gebergte. Oost-Antarctica omvat onder andere de volgende berggebieden;
| - Transantarctisch Gebergte: - Koningin Maudgebergte - deels het Horlickgebergte - Admiraliteitgebergte - Pensacolagebergte |  | - Shackletongebergte - Sørgebergte - Napiergebergte - Prins Charlesgebergte - Amerikaans Hoogland |

### Kusten
Op en langs de kust van Oost-Antarctica liggen onder andere de volgende ijsplateaus, gletsjers, kapen, eilanden, zeeën en baaien (met de klok mee);
| - Weddellzee - Berknereiland - Filchnerijsplateau - Kaap Norvegia - Riiserschiereiland - Lüts-Holmbaai - Kaap Ann - Kaap Damley |  | - Ameryijsplateau met de Lambertgletsjer - Westelijk ijsplateau - Daviszee - Shackletonijsplateau met de eilanden Masson en Mill - Vincennesbaai |  | - Kaap Poinsett - Bruinvisbaai - Mertzgletsjer - Ballenyeilanden - Kaap Adera - Rosszee - Ross |

Deze kusten staan verder bekend onder andere de volgende namen (met de klok mee);
| - Prinses Marthakust - Prinses Astridkust - Prinses Ragnhildkust - Prins Olavkust - Leopold en Astridkust - Koningin Marykust |  | - Knoxkust - Buddkust - Sabrinakust - Banzarekust - George V-kust |

## Ecologie
De delen van Oost-Antarctica die niet uit ijs bestaan (enkele relatief kleine plekken langs de kust) hebben een toendra-achtige biodiversiteit, ook wel bekend als "Maudlandia" (naar Koningin Maudland).

## Naam
De naam bestaat sinds het begin van de negentiende eeuw (Balch, 1902; Nordenskiöld, 1905), maar het gebruik van de term steeg aanzienlijk in het Internationaal Geofysisch Jaar van 1957 en 1958 en onderzoeken bevestigden dat het Transantarctisch Gebergte inderdaad als een scheiding gezien kan worden tussen een Oostelijk en Westelijk Antarctica. De naam werd in 1962 door de Amerikaanse Advisory Committee on Antarctic Names erkend.